# Franz Joseph Hegglin
Franz Joseph Hegglin (* 27. Juni 1810 in Menzingen; † 21. Juni 1861 ebenda, heimatberechtigt in Menzingen) war ein Schweizer Politiker aus dem Kanton Zug.

## Biografie
Er war der Sohn des Bauern Franz Joseph Hegglin und der Maria Anna Baumgartner (Tochter von Mathias Baumgartner, Bauer und Ratsherr, von Cham) und wurde katholisch erzogen. Er besuchte ca. 1823–1826 die Lateinschule in Menzingen und bildete sich danach bei seinem Bruder Peter Joseph, Kaplan in Wollerau, weiter. Danach kehrte er nach Menzingen zurück, wo er ein Bauerngut bewirtschaftete.

## Politische Funktionen
In seiner Heimatgemeinde machte er rasch politisch Karriere. 1831 wurde er Gemeinderat und 1840 Gemeindepräsident, beide Ämter hatte er bis zu seinem Tod inne. Dazu war er von 1831 bis 1847 Kantonsrat sowie 1835–1840 und 1842–1847 Zuger Standesgesandter. Im Jahr 1836 war er erstmals und 1840 und 1844 erneut für jeweils zwei Jahre Landammann (Präsident der Kantonsregierung). Mit seiner Ämterfülle, seiner Stellung in der wichtigen Gemeinde Menzingen und seinem dominanten Charakter war er in der Regenerationszeit der Führer der konservativen Mehrheit und wohl einflussreichster Politiker im Kanton. Während er mit seiner gemässigten Modernisierungspolitik v. a. in den Bereichen Strassenbau und Staatsfinanzen erfolgreich war, scheiterte er mit seinem föderalistischen und konfessionellen Kurs, der den Kanton schliesslich in den Sonderbund führte. Er gehörte aber eher zu den moderaten Sonderbundsführern.
Nach der liberalen Machtübernahme 1847/1848 profilierte er sich im Grossrat, dem er von 1848 bis zu seinem Tod angehörte, als Führer der konservativen Opposition, die schon 1850 die Mehrheit zurückeroberte. Wiederum baute der «Löwe vom Berge», wie Franz Joseph Hegglin genannt wurde, ein vor allem in den bäuerlichen Landgemeinden breit abgestütztes Klientelsystem auf. 1850–1861 war er Regierungsrat, 1852–1853, 1856–1857 und 1860–1861 Landammann, 1850–1851, 1854–1855 und 1858–1859 Grossratspräsident.
Der «Hegglianismus» – so bezeichnete man die Politik Hegglins und seiner Anhänger – war durch eine Betonung der Gemeindeautonomie, die Nähe zur katholischen Kirche, eine antistädtische Ausrichtung und eine rigide Sparpolitik geprägt. Er enthielt aber auch Elemente moderner Wirtschafts- und Sozialpolitik, die Verbindungen mit liberalen Unternehmern zuliessen. So war er 1851 Mitgründer der Kreditanstalt Bossard, Hegglin & Cie., die 1893 zur Zuger Kantonalbank wurde, und gehörte 1856 zum zugerischen Eisenbahnkomitee. 1858 zerbrach der Hegglianismus vor allem an Gegensätzen in der konservativen Partei, die aus einem harten ländlichen Flügel unter Hegglin und einem gemässigteren stadtzugerischen unter seinem langjährigen Partner und Konkurrenten Konrad Bossard bestand.